# مركب قفصي

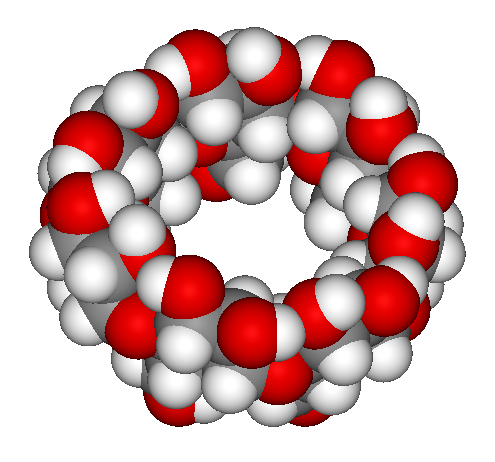
بيتا_سيكلوديكسترين هو أحد أنواع الكلاثيرات بحيث تترتب الجزيئات المضافة في وسط الدائرة وتقوم بملئ الفراغ.

يمثل الشكل مركب عضوي معدني إطار فلزي عضوي, بحيث يشير الجسم الكروي الأصفر إلى مكان ارتباط
الجزيئات المضافة.

المركب القفصي (حرفياً كلاثيرات) هو مادّة كيميائية على شكل شبكة تحوي أو تحبس الجزيئات. كلمة كلاثيرات مشتقة من الكلمة اللاتينية clatratus والتي تعني ذات قضبان أو شبكة. مركبات الكلاثيرات متكررة الوحدات البنائية (مبلمرات) وتقوم بتطويق جزيئات المركبات الأخرى بشكل كلي، ولكن حسب الاستخدام الحديث فإنّ استخدام الكلاثيرات يتضمن مركب بين المضيف والضيف كما يتضمن مركبات الاحتواء. وفقاً للاتحاد الدولي للكيمياء البحتة والتطبيقية الاتحاد الدولي للكيمياء البحتة والتطبيقية، مركبات الكلاثيرات هي «مركبات احتواء حيث تكون جزيئات الضيف في قفص مكوّن من قبل جزيئات المضيف أو شبكة من جزيئات المضيف.» 

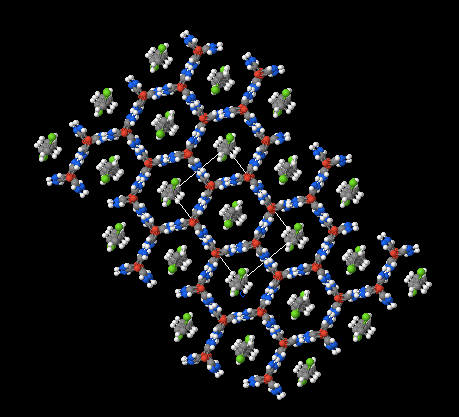
يمثل الشكل 1:3 المركب المعقّد من اليوريا و 6,1- ثنائي كلوريد الهيكسين. بحيث ترتبط جزيئات اليوريا في الهيكل بروابط هيدروجينية مكوّنة قنوات سداسية الشكل, تصطف فيها جزيئات كلوريد الكربون.
- دليل الألوان: الأحمر يمثّل الأكسجين, والأزرق يمثّل النتروجين, والأخضر يمثّل الكلور.
.

## اقرأ أيضاً
- كريبتاند